# Nunca te olvidaré (telenovela)
Nunca te olvidaré es una telenovela mexicana producida por Juan Osorio y Carlos Moreno Laguillo para Televisa en 1999. Está basada en la novela Cristina de Caridad Bravo Adams y protagonizada por Edith González y Fernando Colunga, con las participaciones antagónicas de Alma Muriel, Humberto Elizondo, Eugenia Cauduro y Alejandra Procuna.

## Argumento
Don Antonio Uribe vive con su familia en la ciudad de Guanajuato. Un día, recibe un mensaje de Isabel Clara Martel, su amor de juventud, llamándolo a su lecho de muerte. Isabel Clara le ruega como última voluntad que cuide a su hija, Esperanza, y él le promete ser un segundo padre para la niña. Consuelo, la esposa de Antonio, siente resentimiento por la presencia de Esperanza y la trata muy mal, mientras que su hijo, Luis Gustavo, se siente inmediatamente atraído por Esperanza. Consuelo se enfurece ante los sentimientos de su hijo y decide separar a los niños enviando a Luis Gustavo a estudiar al extranjero y poniendo a Esperanza en un colegio de monjas.
Por otro lado, Fermín Requena, vecino y amigo de Antonio, es viudo y tiene una hija, Silvia, la cual es consentida y egocéntrica. Silvia está celosa del afecto que Luis Gustavo siente por Esperanza y presiona a su padre para que también la mande a ella a estudiar al extranjero y así poder estar cerca de Luis Gustavo. Sin embargo, Luis Gustavo es incapaz de olvidar a Esperanza y ve a Silvia solo como una amiga. 
Diez años después, Esperanza, convertida en una hermosa joven, regresa para cuidar a don Antonio, quien se encuentra mortalmente enfermo. También conoce a los hermanos Moraima, quienes ahora son dueños de toda la tierra de don Antonio, ganada por una disputa legal que perdió Fermín. Uno de los hermanos, Juan Moraima, se enamora de Esperanza. 
Antes de morir, don Antonio le entrega a Fermín una carta para su hijo en la que le da la bendición si decide casarse con Esperanza. Luis Gustavo regresa a la casa para el funeral y cuando ve a Esperanza se enamora perdidamente de ella. No obstante, la belleza de Esperanza también despierta el amor en el corazón de Fermín; decidido a poseerla, esconde la carta y trama un siniestro plan con la ayuda de Consuelo para separar definitivamente a la pareja.
Consuelo hace creer a Luis Gustavo que Esperanza es hija ilegítima de su padre, y por lo tanto, su medio-hermana. Horrorizado, Luis Gustavo decide comprometerse con Silvia y sale inmediatamente del país, abandonando a la mujer que ama, sin tener el coraje de revelarle la verdad de su abandono. Esperanza se queda decepcionada, creyendo que Luis Gustavo ha dejado de amarla, mientras él sufre en silencio por ese amor.

## Elenco
- Edith González - Esperanza Gamboa Martel de Uribe/  Isabel Clara Martel vda. de Gamboa
- Fernando Colunga - Luis Gustavo Uribe del Valle
- Alma Muriel - Consuelo del Valle vda. de Uribe
- Eugenia Cauduro - Silvia Requena Ortiz
- Humberto Elizondo - Fermín Requena
- Alejandra Procuna - Mara Montalbán
- Delia Casanova - Doña Carmen
- Leticia Perdigón - Gudelia
- Evita Muñoz "Chachita" - Benita
- Marisol Santacruz - Leticia Ocampo
- Sergio Catalán - Juan Moraima
- Pablo Montero - Álvaro Cordero
- Niurka Marcos - Alcatraz Cordero
- Luis Gimeno - Dr. Alberto Rivero
- Miguel de León - Dr. Leonel Valderrama
- Josefina Echánove - Sor Margarita
- Zully Keith - Irene Polanco vda. de Ocampo
- Juan Carlos Bonet - Eduardo Moraima
- Octavio Galindo - Dr. Carlos Bárcenas
- Amparo Garrido - Madre Superiora
- Jaime Lozano - Higinio Sánchez
- Johnny Laboriel - Johnny
- Tony Flores
- Carlos Rotzinger - Arcadio
- Toño Infante - Braulio
- Edgar Ponce - Adrián Ocampo
- Liliana Arriaga - La Chupitos
- Bárbara Ferré - Blanca
- Roberto Miquel - Robert
- Julián Pastor - Don Antonio Uribe
- Macaria - Berenice Cordero
- Gustavo Negrete - Justo Ocampo
- Adalberto Parra
- Silvia Caos - Serafina Pérez
- Beatriz Aguirre - Alfonsa Valderrama
- Eric del Castillo - Lic. Méndez
- Ivonne Montero - Paola Campos
- Marichelo Puente - Precilda
- Claudio Báez - Comandante Patiño
- Sergio Jiménez - Comandante Suárez
- Mago kadima - policia judicial
- Iliana de la Garza - Petra
- Eduardo de la Peña - Filogonio
- Esteban Franco - José Manuel Díaz
- Ramón Menéndez - Dr. Zetina
- Tania Prado - Sandra
- Sergio Sánchez - Anselmo
- Julio Alemán - Juez
- Wendy González - Esperanza Gamboa Martel (niña)
- Daniel Habif - Luis Gustavo Uribe (niño)
- Dulce María - Silvia Requena Ortiz (niña)
- Diego Sieres - Adrián Ocampo (niño)
- Gaby Garza - Leticia Ocampo (niña)

## Equipo de producción
- Historia original - Caridad Bravo Adams
- Versión libre y libreto - Marcia del Río, Alberto Gómez
- Edición literaria - Ricardo Tejeda
- Tema de entrada - Nunca te olvidaré
- Letra, música e intérprete - Enrique Iglesias
- Música original - Luis Demetrio
- Escenografía y ambientación - Teresa Ortiz, Claudia Rodríguez
- Diseño de vestuario - [2]Tino Cheschitz, Solange Alchourrón
- Diseño de imagen - Televisa San Ángel
- Editor - Ricardo Rodríguez Bautista
- Coordinación musical - Saúl Torres
- Musicalizador - Israel Jurado
- Jefe de locaciones - Miguel Rodríguez
- Jefe de reparto - Mario Serrano
- Jefes de producción - Guadalupe Chávez, Alva Villatoro, Leticia Pineda, Enrique Camorlinga, Luis Ignacio Toledo
- Gerente de producción - Jorge Calderón
- Gerente administrativo - Alejo Hernández
- Coordinadora administrativa - Claudia Calderón
- Coordinación artística - Gerardo Lucio
- Coordinación de producción en locación - Janeth Wehbe Trevizo
- Coordinación de producción - Alva Villatoro
- Coordinación general de producción - Ramón Ortiz Quiñonez, Janeth Wehbe Trevizo
- Coordinación general - Hilda Santaella Hernández
- Dirección de cámaras en foro - Alejandro Álvarez Ceniceros
- Dirección de cámaras en locación - Luis Toledo
- Dirección de escena - Julián Pastor, Adriana Barraza
- Productor asociado - Carlos Moreno Laguillo
- Dirección general - Sergio Jiménez
- Productor ejecutivo-primera parte - Juan Osorio
- Productor ejecutivo-segunda parte - Carlos Moreno Laguillo

## Premios y nominaciones

### Premios TVyNovelas 2000
| Categoría               | Nominado(a)       | Resultado |
| ----------------------- | ----------------- | --------- |
| Mejor villana           | Alma Muriel       | Nominada  |
| Mejor villano           | Humberto Elizondo | Nominado  |
| Mejor actriz de reparto | Marisol Santacruz | Nominada  |
| Mejor actor de reparto  | Sergio Catalán    | Nominado  |

## Versiones
- En 1970 se realiza la primera versión llamada Yo sé que nunca, producida por Televisa de la mano de Ernesto Alonso. La telenovela estuvo dirigida por Raúl Araiza y protagonizada por Julissa y Enrique Álvarez Félix.
- La cadena brasileña SBT realizó en 2003 una versión de esta historia titulada Jamais te esquecerei, dirigida por Jacques Lagôa y Henrique Martins, producida por David Grimberg y protagonizada por Ana Paula Tabalipa y Fábio Azevedo.